# Charles Frédéric II Oesinger
Charles Frédéric II Oesinger est un homme politique français né le 1er mai 1794 à Strasbourg (Bas-Rhin) et mort le 4 novembre 1864 dans la même ville. Charles Frédéric II Oesinger est enterré au cimetière Sainte-Hélène dans l'enclos de la famille Œsinger.

## Biographie
Négociant à Strasbourg, il est député du Bas-Rhin de 1834 à 1837, siégeant avec le tiers-parti.

## Pour approfondir